# Lista siturilor arheologice din județul Iași
Lista siturilor arheologice din județul Iași conține toate siturile arheologice din județul Iași înscrise în Repertoriul Arheologic Național (RAN). RAN este administrat de Ministerul Culturii și Patrimoniului Național și cuprinde date științifice, cartografice, topografice, imagini și planuri, precum și orice alte informații privitoare la zonele cu potențial arheologic, studiate sau nu, încă existente sau dispărute.
Datorită numărului mare de situri, această listă a fost împărțită după localitatea în care se află situl. Dacă știți localitatea (satul sau orașul) în care se află situl, alegeți localitatea din lista din această pagină. Dacă nu știți localitatea, puteți căuta un sit din județ folosind formularul de mai jos.
| A ↑ A B C D E F G H I Î J K L M N O P Q R S Ș T Ț U V W X Y Z ↓ | A ↑ A B C D E F G H I Î J K L M N O P Q R S Ș T Ț U V W X Y Z ↓ | A ↑ A B C D E F G H I Î J K L M N O P Q R S Ș T Ț U V W X Y Z ↓ | A ↑ A B C D E F G H I Î J K L M N O P Q R S Ș T Ț U V W X Y Z ↓ | A ↑ A B C D E F G H I Î J K L M N O P Q R S Ș T Ț U V W X Y Z ↓ | A ↑ A B C D E F G H I Î J K L M N O P Q R S Ș T Ț U V W X Y Z ↓ | A ↑ A B C D E F G H I Î J K L M N O P Q R S Ș T Ț U V W X Y Z ↓ | A ↑ A B C D E F G H I Î J K L M N O P Q R S Ș T Ț U V W X Y Z ↓ | A ↑ A B C D E F G H I Î J K L M N O P Q R S Ș T Ț U V W X Y Z ↓ | A ↑ A B C D E F G H I Î J K L M N O P Q R S Ș T Ț U V W X Y Z ↓ |
| --------------------------------------------------------------- | --------------------------------------------------------------- | --------------------------------------------------------------- | --------------------------------------------------------------- | --------------------------------------------------------------- | --------------------------------------------------------------- | --------------------------------------------------------------- | --------------------------------------------------------------- | --------------------------------------------------------------- | --------------------------------------------------------------- |
| Albești                                                         | Alexandru I. Cuza                                               | Andrieșeni                                                      | Aroneanu                                                        | Avântu                                                          |                                                                 |                                                                 |                                                                 |                                                                 |                                                                 |
| B ↑ A B C D E F G H I Î J K L M N O P Q R S Ș T Ț U V W X Y Z ↓ |                                                                 |                                                                 |                                                                 |                                                                 |                                                                 |                                                                 |                                                                 |                                                                 |                                                                 |
| Bacu                                                            | Balș                                                            | Băiceni                                                         | Bălțați                                                         | Bărbătești                                                      |                                                                 |                                                                 |                                                                 |                                                                 |                                                                 |
| Bârlești                                                        | Bârnova                                                         | Belcești                                                        | Blăgești                                                        | Boatca                                                          |                                                                 |                                                                 |                                                                 |                                                                 |                                                                 |
| Boroșești                                                       | Boureni                                                         | Brădicești                                                      | Brătuleni                                                       | Buhalnița                                                       |                                                                 |                                                                 |                                                                 |                                                                 |                                                                 |
| C ↑ A B C D E F G H I Î J K L M N O P Q R S Ș T Ț U V W X Y Z ↓ |                                                                 |                                                                 |                                                                 |                                                                 |                                                                 |                                                                 |                                                                 |                                                                 |                                                                 |
| Cârjoaia                                                        | Cârniceni                                                       | Ceplenița                                                       | Chilișoaia                                                      | Chiperești                                                      |                                                                 |                                                                 |                                                                 |                                                                 |                                                                 |
| Ciurea                                                          | Cogeasca                                                        | Comarna                                                         | Conțești                                                        | Costești                                                        |                                                                 |                                                                 |                                                                 |                                                                 |                                                                 |
| Cotnari                                                         | Cotu Morii                                                      | Covasna                                                         | Cristești                                                       | Crivești                                                        |                                                                 |                                                                 |                                                                 |                                                                 |                                                                 |
| Cucuteni                                                        | Cuza Vodă                                                       |                                                                 |                                                                 |                                                                 |                                                                 |                                                                 |                                                                 |                                                                 |                                                                 |
| D ↑ A B C D E F G H I Î J K L M N O P Q R S Ș T Ț U V W X Y Z ↓ |                                                                 |                                                                 |                                                                 |                                                                 |                                                                 |                                                                 |                                                                 |                                                                 |                                                                 |
| Dagâța                                                          | Dancu                                                           | Dobroșcani                                                      | Dobrovăț                                                        | Dolhești                                                        |                                                                 |                                                                 |                                                                 |                                                                 |                                                                 |
| Dumbrava                                                        | Dumești                                                         | Dumitreștii Gălății                                             |                                                                 |                                                                 |                                                                 |                                                                 |                                                                 |                                                                 |                                                                 |
| E ↑ A B C D E F G H I Î J K L M N O P Q R S Ș T Ț U V W X Y Z ↓ |                                                                 |                                                                 |                                                                 |                                                                 |                                                                 |                                                                 |                                                                 |                                                                 |                                                                 |
| Erbiceni                                                        |                                                                 |                                                                 |                                                                 |                                                                 |                                                                 |                                                                 |                                                                 |                                                                 |                                                                 |
| F ↑ A B C D E F G H I Î J K L M N O P Q R S Ș T Ț U V W X Y Z ↓ |                                                                 |                                                                 |                                                                 |                                                                 |                                                                 |                                                                 |                                                                 |                                                                 |                                                                 |
| Fedeleșeni                                                      | Filiași                                                         | Frenciugi                                                       |                                                                 |                                                                 |                                                                 |                                                                 |                                                                 |                                                                 |                                                                 |
| G ↑ A B C D E F G H I Î J K L M N O P Q R S Ș T Ț U V W X Y Z ↓ |                                                                 |                                                                 |                                                                 |                                                                 |                                                                 |                                                                 |                                                                 |                                                                 |                                                                 |
| Gănești                                                         | Glodenii Gândului                                               | Gorban                                                          | Gura Bâdiliței                                                  |                                                                 |                                                                 |                                                                 |                                                                 |                                                                 |                                                                 |
| H ↑ A B C D E F G H I Î J K L M N O P Q R S Ș T Ț U V W X Y Z ↓ |                                                                 |                                                                 |                                                                 |                                                                 |                                                                 |                                                                 |                                                                 |                                                                 |                                                                 |
| Hăbășești                                                       | Hărpășești                                                      | Hârlău                                                          | Hârtoape                                                        | Heleșteni                                                       |                                                                 |                                                                 |                                                                 |                                                                 |                                                                 |
| Hilița                                                          | Hodora                                                          | Hoisești                                                        | Holboca                                                         | Holm                                                            |                                                                 |                                                                 |                                                                 |                                                                 |                                                                 |
| I ↑ A B C D E F G H I Î J K L M N O P Q R S Ș T Ț U V W X Y Z ↓ |                                                                 |                                                                 |                                                                 |                                                                 |                                                                 |                                                                 |                                                                 |                                                                 |                                                                 |
| Iași                                                            | Iepureni                                                        | Ion Neculce                                                     | Isaiia                                                          |                                                                 |                                                                 |                                                                 |                                                                 |                                                                 |                                                                 |
| J ↑ A B C D E F G H I Î J K L M N O P Q R S Ș T Ț U V W X Y Z ↓ |                                                                 |                                                                 |                                                                 |                                                                 |                                                                 |                                                                 |                                                                 |                                                                 |                                                                 |
| Jigoreni                                                        |                                                                 |                                                                 |                                                                 |                                                                 |                                                                 |                                                                 |                                                                 |                                                                 |                                                                 |
| L ↑ A B C D E F G H I Î J K L M N O P Q R S Ș T Ț U V W X Y Z ↓ |                                                                 |                                                                 |                                                                 |                                                                 |                                                                 |                                                                 |                                                                 |                                                                 |                                                                 |
| Larga-Jijia                                                     | Lețcani                                                         | Liteni                                                          | Lunca Cetățuii                                                  |                                                                 |                                                                 |                                                                 |                                                                 |                                                                 |                                                                 |
| M ↑ A B C D E F G H I Î J K L M N O P Q R S Ș T Ț U V W X Y Z ↓ |                                                                 |                                                                 |                                                                 |                                                                 |                                                                 |                                                                 |                                                                 |                                                                 |                                                                 |
| Miclăușeni                                                      | Mircești                                                        | Miroslava                                                       | Mogoșești                                                       | Moimești                                                        |                                                                 |                                                                 |                                                                 |                                                                 |                                                                 |
| Moșna                                                           | Moțca                                                           | Movileni                                                        | Muncelu de Sus                                                  | Munteni                                                         |                                                                 |                                                                 |                                                                 |                                                                 |                                                                 |
| O ↑ A B C D E F G H I Î J K L M N O P Q R S Ș T Ț U V W X Y Z ↓ |                                                                 |                                                                 |                                                                 |                                                                 |                                                                 |                                                                 |                                                                 |                                                                 |                                                                 |
| Osoi                                                            | Oțeleni                                                         |                                                                 |                                                                 |                                                                 |                                                                 |                                                                 |                                                                 |                                                                 |                                                                 |
| P ↑ A B C D E F G H I Î J K L M N O P Q R S Ș T Ț U V W X Y Z ↓ |                                                                 |                                                                 |                                                                 |                                                                 |                                                                 |                                                                 |                                                                 |                                                                 |                                                                 |
| Pașcani                                                         | Păușești                                                        | Pârcovaci                                                       | Plugari                                                         | Pocreaca                                                        |                                                                 |                                                                 |                                                                 |                                                                 |                                                                 |
| Podolenii de Jos                                                | Podu Iloaiei                                                    | Poiana cu Cetate                                                | Poiana Mănăstirii                                               | Popești                                                         |                                                                 |                                                                 |                                                                 |                                                                 |                                                                 |
| Popricani                                                       | Prigoreni                                                       | Proselnici                                                      |                                                                 |                                                                 |                                                                 |                                                                 |                                                                 |                                                                 |                                                                 |
| R ↑ A B C D E F G H I Î J K L M N O P Q R S Ș T Ț U V W X Y Z ↓ |                                                                 |                                                                 |                                                                 |                                                                 |                                                                 |                                                                 |                                                                 |                                                                 |                                                                 |
| Răchiteni                                                       | Răducăneni                                                      | Rediu                                                           | Rediu Aldei                                                     | Rediu Mitropoliei                                               |                                                                 |                                                                 |                                                                 |                                                                 |                                                                 |
| Rotăria                                                         | Ruginoasa                                                       |                                                                 |                                                                 |                                                                 |                                                                 |                                                                 |                                                                 |                                                                 |                                                                 |
| S ↑ A B C D E F G H I Î J K L M N O P Q R S Ș T Ț U V W X Y Z ↓ |                                                                 |                                                                 |                                                                 |                                                                 |                                                                 |                                                                 |                                                                 |                                                                 |                                                                 |
| Satu Nou                                                        | Săcărești                                                       | Sârca                                                           | Scânteia                                                        | Scobinți                                                        |                                                                 |                                                                 |                                                                 |                                                                 |                                                                 |
| Sirețel                                                         | Slobozia                                                        | Spinoasa                                                        | Stânca                                                          |                                                                 |                                                                 |                                                                 |                                                                 |                                                                 |                                                                 |
| Ș ↑ A B C D E F G H I Î J K L M N O P Q R S Ș T Ț U V W X Y Z ↓ |                                                                 |                                                                 |                                                                 |                                                                 |                                                                 |                                                                 |                                                                 |                                                                 |                                                                 |
| Șcheia                                                          | Șendreni                                                        | Șerbești                                                        | Șorogari                                                        |                                                                 |                                                                 |                                                                 |                                                                 |                                                                 |                                                                 |
| T ↑ A B C D E F G H I Î J K L M N O P Q R S Ș T Ț U V W X Y Z ↓ |                                                                 |                                                                 |                                                                 |                                                                 |                                                                 |                                                                 |                                                                 |                                                                 |                                                                 |
| Târgu Frumos                                                    | Todirești                                                       | Tomești                                                         | Topile                                                          | Trifești                                                        |                                                                 |                                                                 |                                                                 |                                                                 |                                                                 |
| Ț ↑ A B C D E F G H I Î J K L M N O P Q R S Ș T Ț U V W X Y Z ↓ |                                                                 |                                                                 |                                                                 |                                                                 |                                                                 |                                                                 |                                                                 |                                                                 |                                                                 |
| Țibănești                                                       | Țigănași                                                        | Țipilești                                                       | Țuțora                                                          |                                                                 |                                                                 |                                                                 |                                                                 |                                                                 |                                                                 |
| U ↑ A B C D E F G H I Î J K L M N O P Q R S Ș T Ț U V W X Y Z ↓ |                                                                 |                                                                 |                                                                 |                                                                 |                                                                 |                                                                 |                                                                 |                                                                 |                                                                 |
| Ulmi                                                            |                                                                 |                                                                 |                                                                 |                                                                 |                                                                 |                                                                 |                                                                 |                                                                 |                                                                 |
| V ↑ A B C D E F G H I Î J K L M N O P Q R S Ș T Ț U V W X Y Z ↓ |                                                                 |                                                                 |                                                                 |                                                                 |                                                                 |                                                                 |                                                                 |                                                                 |                                                                 |
| Valea Ursului                                                   | Vascani                                                         | Vălenii                                                         | Vânători                                                        | Vlădeni                                                         |                                                                 |                                                                 |                                                                 |                                                                 |                                                                 |
| Vlădiceni                                                       | Vocotești                                                       | Volintirești                                                    |                                                                 |                                                                 |                                                                 |                                                                 |                                                                 |                                                                 |                                                                 |
| Z ↑ A B C D E F G H I Î J K L M N O P Q R S Ș T Ț U V W X Y Z ↓ |                                                                 |                                                                 |                                                                 |                                                                 |                                                                 |                                                                 |                                                                 |                                                                 |                                                                 |
| Zlodica                                                         |                                                                 |                                                                 |                                                                 |                                                                 |                                                                 |                                                                 |                                                                 |                                                                 |                                                                 |